# Campagna di Prussia e Polonia
La campagna di Prussia e di Polonia si svolse nel corso delle guerre della Quarta coalizione tra il 1806 ed il 1807.

## Contesto
Nel luglio del 1806, Napoleone creò la Confederazione del Reno che radunava una serie di piccoli stati renani in Germania. I più piccoli erano elettorati, mentre i più grandi erano ducati o regni; questo sistema facilitò a Napoleone la gestione degli stati tedeschi non prussiani. Gli stati più grandi per estensione erano la Baviera e la Sassonia, eretti a regni proprio da Napoleone.
La Prussia non accettò mai la supremazia francese in Germania ed il 9 agosto di quello stesso anno, re Federico Guglielmo III fece pressione sul Regno Unito, decretando una mobilitazione generale delle forze a lei alleate per muovere guerra alla Francia.

## La campagna di Prussia

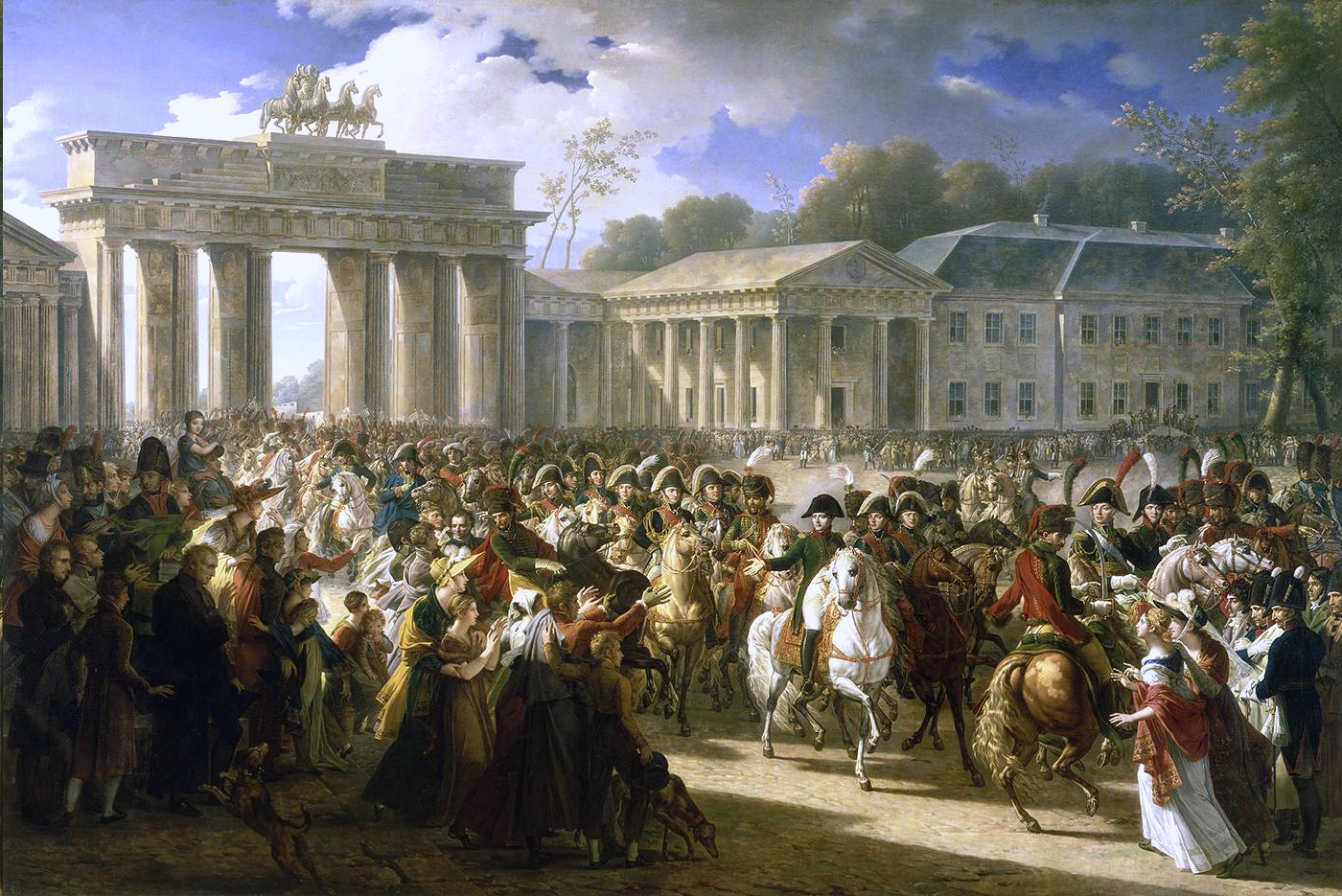
La Grande Armée sfila a Berlino.

Nel settembre di quell'anno, Napoleone concentrò il proprio esercito sul Reno. Il 25 settembre, lasciò Saint-Cloud per avanzare verso la Prussia con 160 000 uomini (numero effettivo alla partenza, aumentati poi nel corso della campagna). Il primo scontro fu la battaglia di Saalfeld dove il principe Luigi Ferdinando di Prussia rimase ferito.

### Jena e Auerstadt
La rapida avanzata dell'armata francese fu in grado di bloccare i prussiani. Napoleone e il maresciallo Davout misero in rotta l'esercito nemico nelle battaglie di Jena ed Auerstadt il 14 ottobre 1806.

Il 26 ottobre, Napoleone entrò a Potsdam e si recò in visita alla tomba di Federico il Grande, e davanti ai suoi marescialli disse: 
 Il 27 ottobre, il fece il suo ingresso ufficiale a Berlino alla testa della Grande Armata. In totale, Napoleone impiegò 19 giorni dall'inizio delle operazioni a giungere alla capitale prussiana.
Napoleone soggiornò a Berlino. Il 21 novembre siglò il decreto di Berlino che instaurò il blocco continentale contro il Regno Unito.

### La Capitolazione di Prenzlau
Mentre Blücher riuscì a fuggire con 10 000 uomini, il principe di Hohenlohe comandante in capo dell'esercito prussiano, venne obbligato ad arrendersi il 28 ottobre presso Prenzlau.

### L'inseguimento

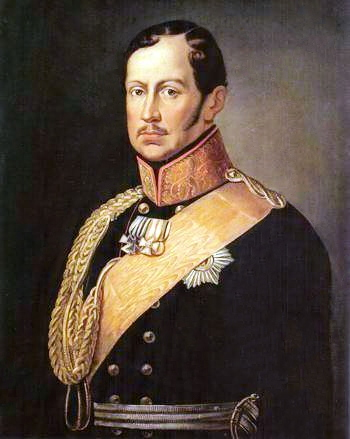
Federico Guglielmo III di Prussia.

Questa capitolazione provocò uno scoramento generale tra le truppe prussiane che ancora si opponevano ai francesi: questa crisi morale spinse le varie guarnigioni ad arrendersi, una dopo l'altra. Il 29 ottobre, con solo 500 cavalieri, il generale Lasalle ottenne la resa di 6000 uomini della guarnigione di Stettino. Catturò sul posto anche 160 cannoni e notevoli magazzini di munizioni.
Davout fece catturare Custrin con 4000 uomini e 90 cannoni. Ad Anklam Murat fece ancora 4000 prigionieri. A Strelitz, il generale Savary fece prigioniero un generale prussiano che altri non era che il fratello del re di Prussia. Il maresciallo Ney assediò Magdeburgo.
Il 6 novembre, i corpi d'armata di Soult, Bernadotte e Murat giunsero simultaneamente davanti a Lubecca dove si era rifugiato il resto dell'armata di Blücher, ingrossata dalle colonne del duca di Brunswick e del duca di Sassonia-Weimar che aveva abbandonato il comando ai suoi subalterni per portarsi ad assistere gli alleati. I francesi passarono all'attacco e giunsero rapidamente alle difese della città. All'alba del 7 novembre, Blücher ed i suoi generali chiesero la capitolazione. 16 000 fanti, 5000 cavalieri e 80 cannoni vennero catturati quel giorno dai francesi.
L'8 novembre, la città di Magdeburgo capitolò, Ney fece 22 000 prigionieri tra cui 20 generali e 800 ufficiali, catturando 800 cannoni e numerosi magazzini d'arme.

### Fallimento dei negoziati con la Prussia
Con questo contrattempo, la Prussia accettò la proposta di armistizio di Napoleone. Il 16 novembre, i plenipotenziari di entrambe le parti siglarono la sospensione dei conflitti a Charlottenburg giungendo ad una pace separata tra Prussia e Francia.
La convenzione prevedeva che i negoziati dovessero proseguire. Intanto i francesi giunsero alla Vistola. Il 20 novembre il generale francese Lestocq ricevette la capitolazione di Hameln e fece prigionieri 9000 fanti, 300 cavalieri e 6 generali.
Il generale Duroc venne inviato a Osterode per incontrare re Federico Guglielmo III di Prussia; fu lui ad informarlo che una parte dei suo stati erano stati occupati dalla Russia, fatto che inficiava la sospensione degli scontri per incapacità di applicazione del trattato.

## La campagna di Polonia

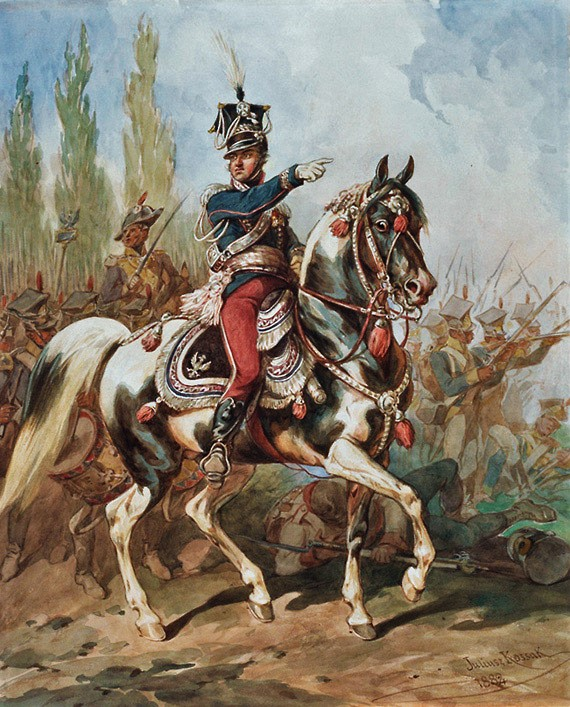
Jan Henryk Dąbrowski.

Dopo aver nominato il generale Clarke alla carica di governatore generale di Berlino, Napoleone lasciò la città la notte tra il 25 ed il 26 novembre 1806. Giunse a Poznań il 27 novembre.
Dieci anni prima era avvenuta la spartizione della Polonia, e in tutte le città o le campagne che i francesi attraversarono, i soldati di Napoleone vennero accolti come liberatori, al punto che molti si reclutarono nella Legione polacca che combatterono poi nell'armata d'Italia di Dombrowski. L'insurrezione delle province polacche contro l'occupante prussiano e russo fornirono a Napoleone 30 000 uomini.

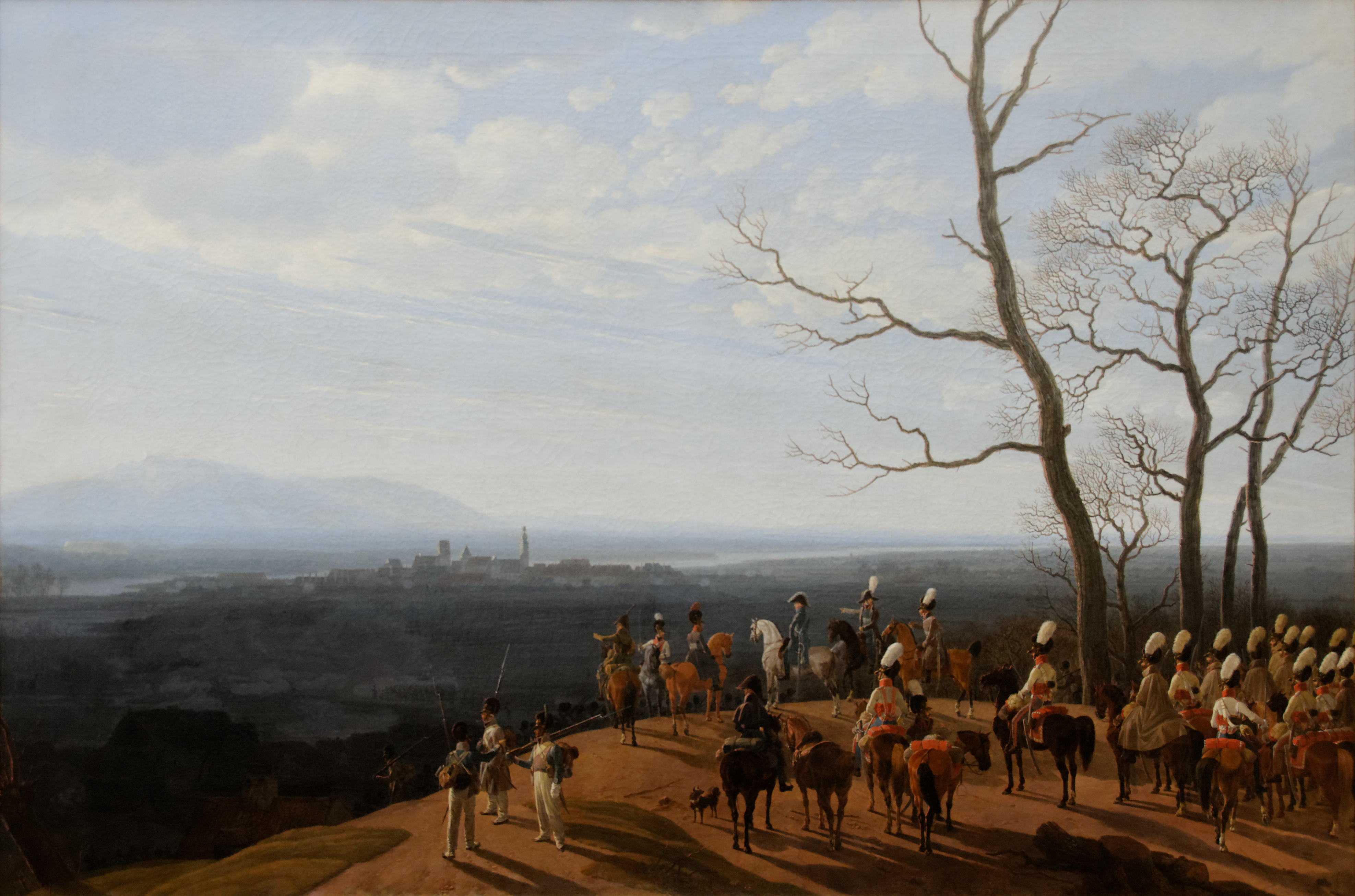
L'assedio di Koźle, Wilhelm von Kobell (1808).

Davanti a Varsavia, i russi si rifiutarono di combattere. Murat si impadronì ben presto anche di Praga e della capitale, proseguendo fino al fiume Boug. I russi distrussero i ponti sul fiume, anche quelli sulla Vistola, ma il Boug era un fiume comparabile per estensione alla Senna a Parigi e pertanto la ricostruzione di questi ponti avrebbe costituito un lavoro considerevole.
Il 28 novembre, alla sera, Murat entrò a Varsavia. Venne raggiunto da Davout il giorno 29. Il 6 dicembre, più a nord, Ney passò la Vistola ricoperta di ghiaccio ed entrò a Thorn. Il generale Dulauloy venne nominato governatore della città.
I trattati siglati a Poznań, l'11 ed il 15 dicembre con Federico Augusto III di Sassonia (divenuto il 6 agosto precedente, per volontà di Napoleone, re di Sassonia col nome di Federico Augusto I) vennero forniti ai francesi altri 8800 uomini.
L'armata del principe Girolamo, composta da divisioni bavaresi e wurttembergesi, si trovava davanti a Głogów, capitale della Bassa Slesia. La città era attorniata da buone fortificazioni. Girolamo fece costruire delle batterie d'artiglieria attorno al posto e ne lasciò il comando al generale Vandamme continuando l'assedio per poi portarsi su Breslavia (attuale Wrocław), reincontrandosi coi russi. La città si arrese il 29 dicembre, all'inizio dei bombardamenti. 2500 uomini, 200 cannoni e molti magazzini vennero presi nell'occasione.

### Napoleone a Varsavia
Partito il 9 dicembre da Poznań, Napoleone giunse il 18 dicembre a Varsavia. In quella giornata Davout passò il fiume Boug. Augereau passò la Vistola a Varsavia. Soult attraversò il fiume a Wyszogród. Davanti al fiume si trovò l'esercito russo, comandato dal generale Kamenski, di 70 anni e quasi infermo.
Obbligato a svernare in Polonia, Napoleone passò così tutti i mesi invernali sino a gennaio a Varsavia dove ebbe modo di incontrare la contessa Walewska. Ripiegò quindi sulla Vistola.
In contemporanea, la Persia e l'Impero ottomano dichiararono guerra alla Russia.

### Il fallimento dell'accerchiamento davanti al Narew
Il 26 dicembre, nella battaglia di Golymin l'armata russa di Galitzine fuggì da Murat, e nello stesso giorno, con la battaglia di Pułtusk, quelle di Bennigsen fuggì da quelle di Lannes. Le due armate russe si ritirarono sull'Ostrołęka, lasciando nelle due battaglie 12 000 uomini tra morti, feriti e prigionieri oltre a 80 cannoni; i francesi persero 800 uomini sul campo con 2000 feriti. La resistenza del generale Galitzine, combinata al fallimento di Soult di scontrarsi col fianco destro russo, fece perdere l'opportunità a Napoleone di imprigionare i russi presso il fiume Narew.

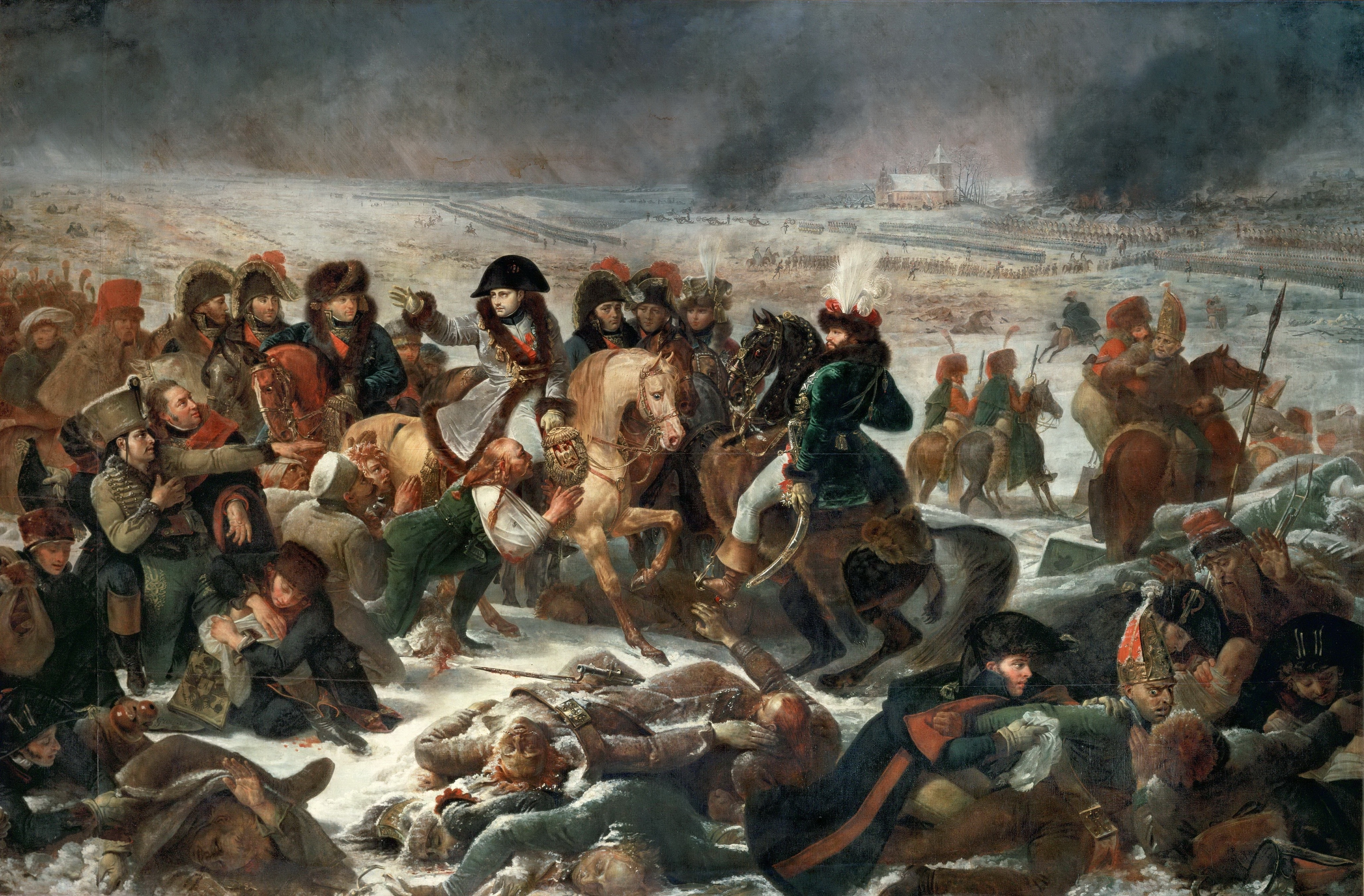
Napoleone alla battaglia di Eylau.

La Grande Armée si diresse quindi verso nord per conquistare la nuova capitale del re di Prussia, Königsberg. Victor si mise in marcia l'8 gennaio e pose l'assedio dapprima a Kolberg e poi a Danzica.
I russi si impegnarono contro i francesi tra il 7 e l'8 febbraio 1807 nella sanguinosa battaglia d'Eylau dove dovettero abbandonare il campo di battaglia. Dopo questa vittoria, l'esercito francese si acquartierò per l'inverno. L'imperatore passò i mesi di marzo, aprile e maggio a Ostróda ed a Finckenstein, dove ricevette gli ambasciatori di Turchia e di Persia. Il 4 maggio, siglò il trattato di Finkenstein con la Persia.
Con la primavera, i russi presero l'iniziativa di un'offensiva per sorprendere i francesi e togliere l'assedio a Danzica, ma il 19 maggio la città si arrese dopo due mesi d'assedio alle forze del generale Lefevbre, che per quest'azione, verrà nominato duca di Danzica.

### Heilsberg – Friedland
L'armata francese contrattaccò. Il 10 giugno, nella battaglia di Heilsberg, una carica impressionante di cavalleria del generale Murat contrastò l'armata del generale Bennigsen. I francesi proseguirono il 14 giugno, riportando una vittoria decisiva nella battaglia di Friedland.

## La pace di Tilsit

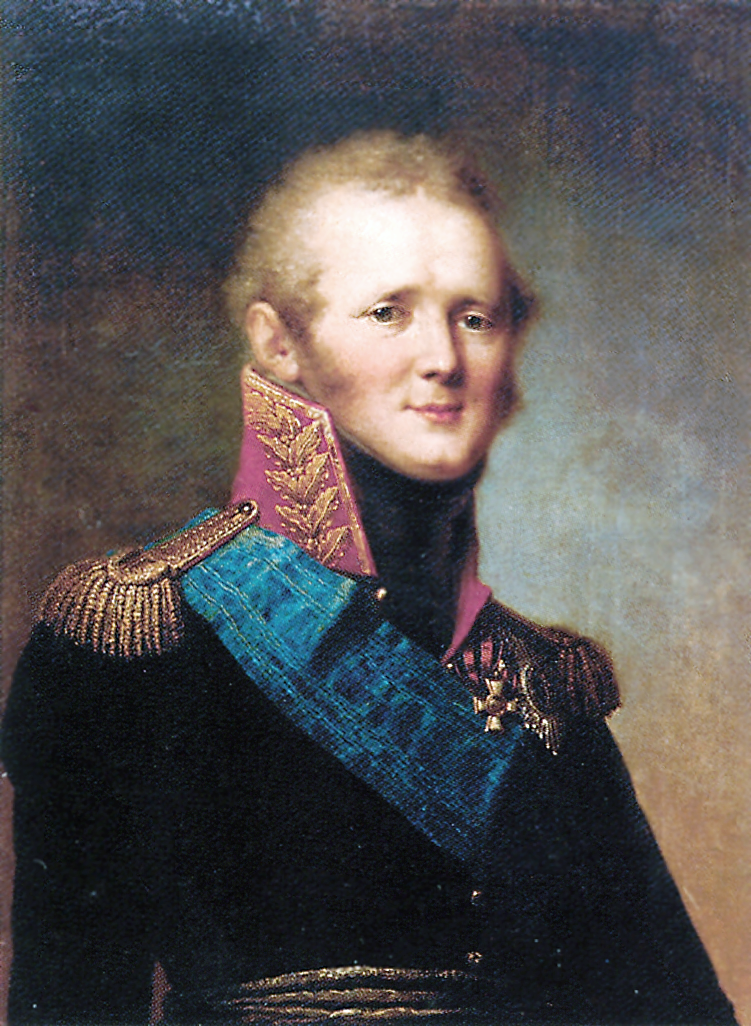
Alessandro I di Russia.

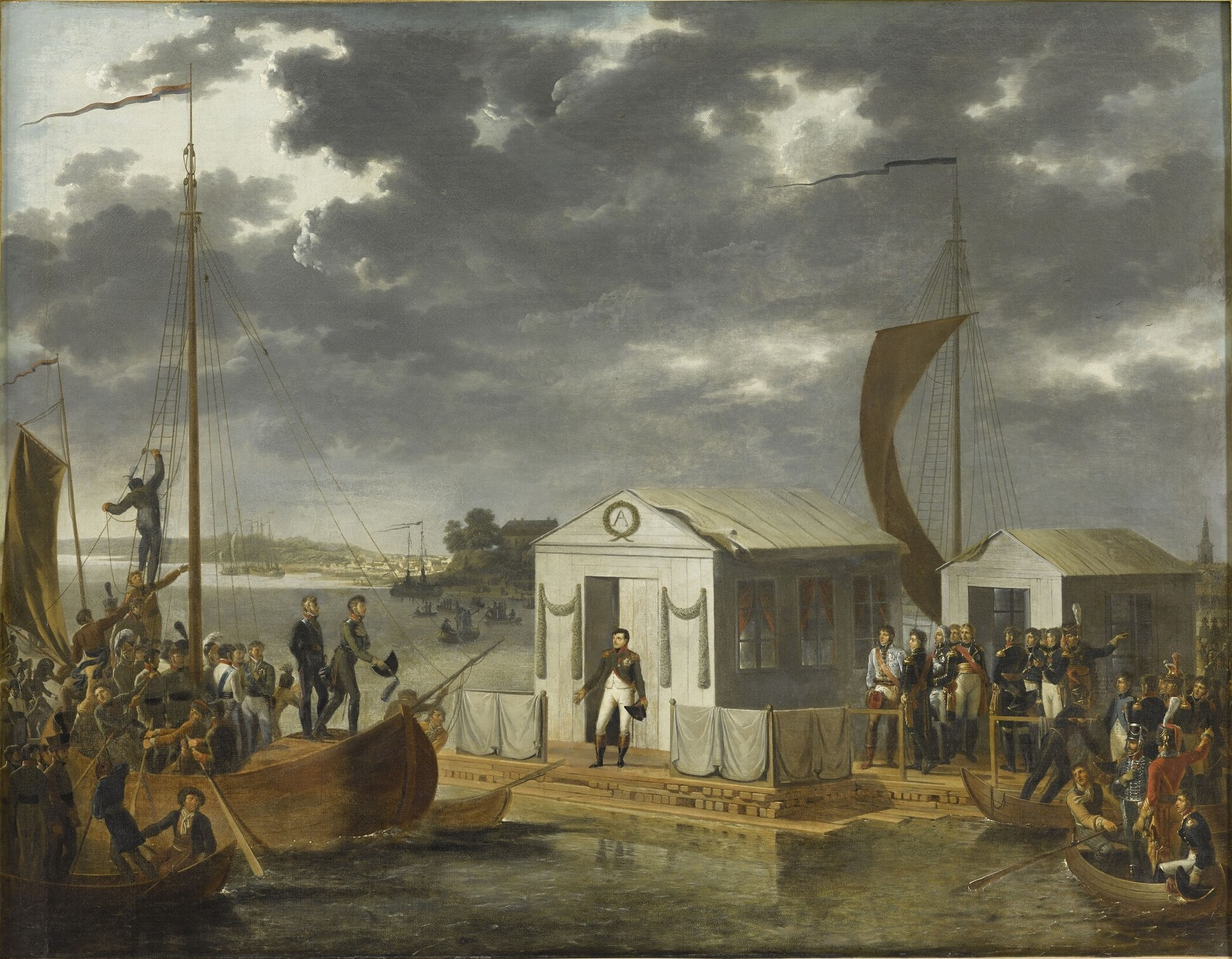
L'incontro di Tilsit.

Ormai vinto, Alessandro I interruppe la guerra coi francesi. Da parte sua, Napoleone, al culmine della sua gloria, sperava di porre così fine alla resistenza del Regno Unito, destinando la Russia ad associarsi al suo blocco continentale che avrebbe condotto in rovina l'economia britannica.
Il 25 giugno 1807, i due sovrani si incontrarono per la prima volta, sul fiume Nemunas. Due giorni più tardi, l'imperatore e lo zar ricevettero entrambi il re di Prussia.
La pace di Tilsit venne siglata il 7 ed il 9 luglio 1807. Napoleone fece ritorno a Parigi il 27 luglio. Fu questa la fine della quarta coalizione.

## Conseguenze

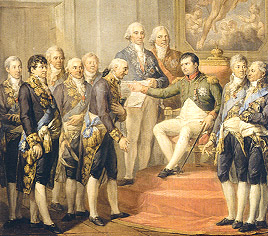
Napoleone concede la Costituzione al Granducato di Varsavia (1807)
Dipinto di Marcello Bacciarelli.

Forte dei nuovi territori conquistati alla Prussia, Napoleone fece rinascere l'antica Polonia col ducato di Varsavia. Il figlio minore di Augusto III di Polonia, Federico Augusto I di Sassonia, divenne duca di Varsavia. Il regno di Vestfalia venne creato in favore di Girolamo Bonaparte che nel mese di agosto di quello stesso anno sposò Caterina di Württemberg e sei giorni più tardi, divenne re di Vestfalia.